# Гантінгдон (округ, Пенсільванія)
Шаблон:StateAbbr_ 40°25′ пн. ш. 77°59′ зх. д. / 40.41° пн. ш. 77.98° зх. д.
Округ Гантінгдон (англ. Huntingdon County) — округ (графство) у штаті Пенсільванія, США. Ідентифікатор округу 42061.

## Історія
Округ утворений 1787 року.

## Демографія
За даними перепису
2000 року
загальне населення округу становило 45586 осіб, зокрема міського населення було 14027, а сільського — 31559.
Серед мешканців округу чоловіків було 23842, а жінок — 21744. В окрузі було 16759 домогосподарств, 11798 родин, які мешкали в 21058 будинках.
Середній розмір родини становив 2,92.
Віковий розподіл населення поданий у таблиці:
| Стать    | До 15 років | 15-21 | 22-29 | 30-39 | 40-49 | 50-65 | 65-85 | Понад 85 |
| -------- | ----------- | ----- | ----- | ----- | ----- | ----- | ----- | -------- |
| Чоловіки | 4194        | 2420  | 2906  | 3950  | 3633  | 3955  | 2576  | 208      |
| Жінки    | 3877        | 2241  | 1930  | 2857  | 3160  | 3715  | 3414  | 550      |

## Суміжні округи
- Сентр — північ
- Міффлін — схід
- Джуніата — схід
- Франклін — південний схід
- Фултон — південь
- Бедфорд — південний захід
- Блер — захід